# Teksturowanie

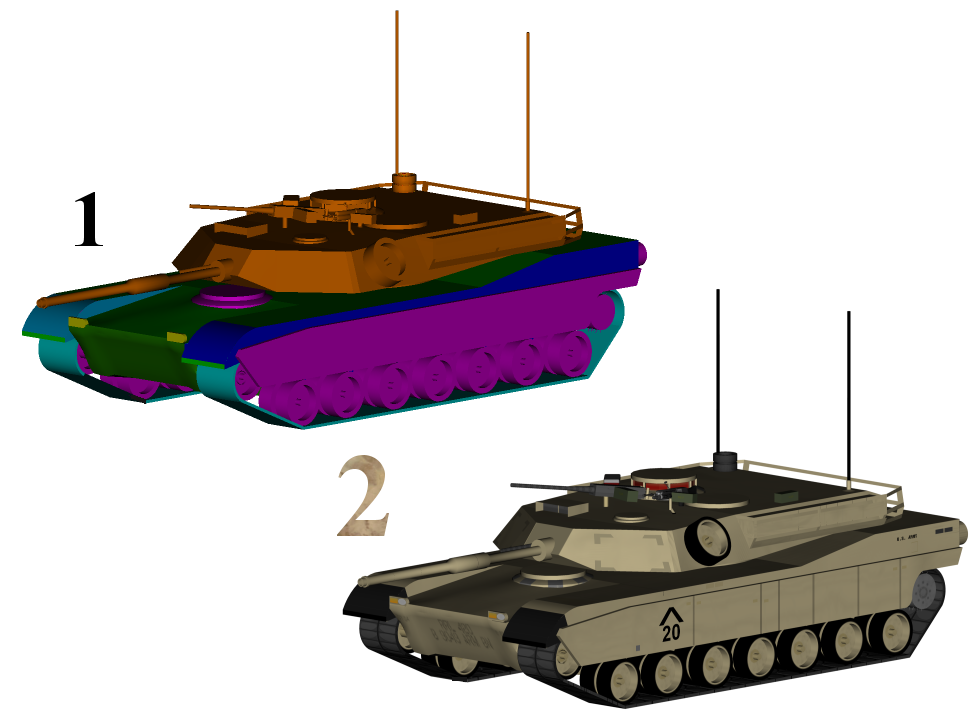
1: 3D model bez teksturowania
2: Ten sam model z teksturowaniem

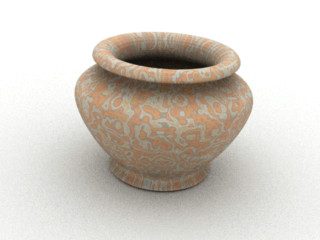
Model dzbanka teksturowany wzorem marmuru

Teksturowanie, fakturowanie – technika stosowana w grafice trójwymiarowej, której celem jest przedstawienie szczegółów powierzchni lub kolorów obiektów przestrzennych za pomocą obrazów bitmapowych (tekstur) lub funkcji matematycznych (tekstur proceduralnych). Mapowanie tekstury (faktury) określa, w jaki sposób powiązać piksele (nazywane w tym kontekście tekselami) lub wartości funkcji z powierzchnią obiektu. Tekstury niosą informacje o barwie powierzchni, o jej strukturze w przypadku gdy słoje drewna naniesione są przez teksturę, jak również innych parametrach generowanego obrazu, związanych na przykład z modelem oświetlenia: barwa światła odbitego, rozproszonego, stopień przezroczystości, współczynnik załamania światła.
Tekstury (faktury) bitmapowe to na ogół zdjęcia powierzchni rzeczywistych przedmiotów (ścian, tkanin, kory drzew, desek itp.); tekstury proceduralne to parametryzowane wzory generowane programowo, na przykład szachownica, marmur, drewno, granit, chmury. Tekstury mogą być jedno-, dwu- i trójwymiarowe.
Teksturowanie jest alternatywą dla modelowania geometrycznego, bowiem przedstawienie wszystkich detali za pomocą geometrii jest trudne, niepraktyczne i w większości przypadków niemożliwe. Specjalnym przypadkiem teksturowania jest mapowanie wypukłości oraz mapowanie normalnych, gdzie tekstura wpływa na sposób obliczania natężenia światła odbitego, symulując niewielkie nierówności powierzchni.

## Mapowanie

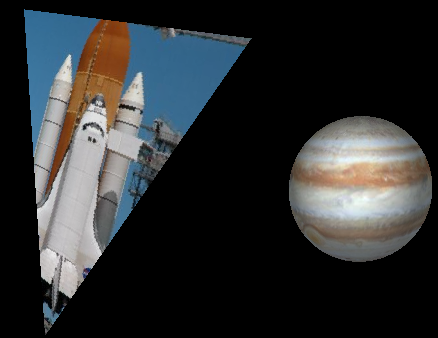
Mapowanie płaskie (po lewej), mapowanie sferyczne (po prawej)

Odwzorowanie współrzędnych dwuwymiarowej tekstury na współrzędne obiektu trójwymiarowego nosi nazwę – mapowanie tekstury:
1. Odwzorowanie może zostać utworzone automatycznie, w procesie generacji obiektu przez oprogramowanie.
2. Jeśli obiekt jest reprezentowany przez siatkę wielokątów projektant może określić współrzędne tekstury dla każdego wierzchołka – jest to tak zwany UV mapping.
3. Tekstura mapowana jest najpierw na jakąś prostą figurę przestrzenną, a następnie konkretne punkty są rzutowane na teksturowaną figurę. Używane figury:
  - płaszczyzna (mapowanie płaskie)
  - sfera lub elipsoida (mapowanie sferyczne)
  - powierzchnia walca (mapowanie cylindryczne)
  - sześcian (mapowanie sześcienne, ang. box mapping).

Odwzorowanie jest wykonywane w lokalnym układzie współrzędnych obiektu, co sprawia, że tekstura jest „przyklejona” na stałe do obiektu, nadając jego powierzchni pożądany charakter. Rzadziej tekstura jest ruchoma względem obiektu; w grafice czasu rzeczywistego (np. grach komputerowych), w ten sposób symuluje się metaliczne obiekty, które odbijają otoczenie (jest to tzw. mapowanie środowiska, ang. environment mapping).